# Wauregan
Wauregan é uma Região censo-designada localizada no estado americano de Connecticut, no Condado de Windham.

## Demografia
Segundo o censo americano de 2000, a sua população era de 1085 habitantes.

## Geografia
De acordo com o United States Census Bureau tem uma área de
2,4 km², dos quais 2,3 km² cobertos por terra e 0,1 km² cobertos por água.

## Localidades na vizinhança
O diagrama seguinte representa as localidades num raio de 24 km ao redor de Wauregan.